# Prix Victor Rossel des jeunes
Le prix Victor Rossel des jeunes est un ancien prix littéraire belge. Créé en 1999, il était attribué, en parallèle au prix Victor Rossel, par un jury composé de rhétoriciens de Belgique francophone.

## Historique
En 2005, Chants des gorges de Patrick Delperdange est le premier roman à avoir été récompensé à la fois par le prix Victor Rossel des jeunes et le prix Victor Rossel. Ce fut aussi le cas de Les Vivants et les Ombres de Diane Meur en 2007. Le prix a été décerné pour la dernière fois en 2011.
Le prix Victor Rossel des jeunes était doté d'une somme de 1 250 euros et d'une lithographie de Raoul Debroeyer.

## Liste des lauréats du prix Victor Rossel des jeunes
- 1999 - Caroline Bastin, Johanna
- 2001 – Vincent Engel, Retour à Montechiarro
- 2002 – Armel Job, Helena Vannek
- 2003 – Alain van Crugten, Korsakoff
- 2004 – Élisa Brune et Edgard Gunzig, Relations d'incertitude[2]
- 2005 – Patrick Delperdange, Chants des gorges
- 2006 – Grégoire Polet, Excusez les fautes du copiste
- 2007 – Diane Meur, Les Vivants et les Ombres
- 2008 – Jean-Luc Outers, Voyage de Luca
- 2009 – Nicolas Ancion, L'Homme qui valait 35 milliards[3]
- 2010 – Chantal Deltenre, La Maison de l’âme
- 2011 – Lydia Flem, La Reine Alice